# Jeff Mermelstein
Jeff Mermelstein (1957) is een Amerikaans fotojournalist en straatfotograaf, bekend van zijn werk in New York.
Mermelstein won in 1991 de Aaron Siskind Foundation Individual Photographer's Fellowship, en in 1998 de European Publishers Award for Photography.

## Fotoboeken van Mermelstein
- SideWalk
  - Stockport: Dewi Lewis, 1999
  - Arles: Actes Sud, 1999
  - Frankfurt: Umschau/Braus, 1999
  - Side Walk: Per le strade di New York. Rome: Peliti, 1999.
- No Title Here. New York: powerHouse, 2003
- Twirl×Run. New York: powerHouse, 2009